# Stay (песня Давида Гетта)
}}
«Stay» — песня французского диджея Давида Гетта, исполненная при участии Криса Уиллиса. Она была выпущена в качестве сингла с его второго студийного альбома  Guetta Blaster 13 сентября 2004 года. Песня достигла 10-й строки Belgium Singles Chart. Сингл не выпускался в Великобритании.

## Track listing
- Spanish CD single[2]

1. "Stay" (album version) – 3:28
2. "Stay" (Fuzzy Hair Remix) – 4:57
3. "Stay" (Kiko, Guetta & Garraud Remix) – 8:04
4. "Stay" (Kiko Dub Remix) – 6:18

- French CD single[3]

1. "Stay" (radio edit) – 3:11
2. "Money" (radio edit) – 3:05
3. "Stay" (remix edit) – 3:28
4. "Money" (Dancefloor Killa Remix) – 7:07
5. "Money" (video) – 3:19

- 12" single[4]

1. "Stay" (Fuzzy Hair Remix) - 7:15
2. "Stay" (Le Knight Club Remix) - 6:20

## Чарты
| Чарт (2004)                                | Высшая позиция |
| ------------------------------------------ | -------------- |
| Бельгия/Фландрия (Ultratip Bubbling Under) | 10             |
| Бельгия/Валлония (Ultratop 50)             | 19             |
| СНГ (TopHit Airplay)                       | 38             |
| Франция (SNEP)                             | 18             |
| Испания (PROMUSICAE)                       | 10             |
| Швейцария (Schweizer Hitparade)            | 82             |